# Passy (Yonne)
Passy település Franciaországban, Yonne megyében. Lakosainak száma 329 fő (2022. január 1.). Passy Véron, Marsangy és Villeneuve-sur-Yonne községekkel határos.

## Népesség
A település népességének változása:
| Lakosok száma | 341  | 339  | 351  | 342  | 341  | 340  | 338  | 333  | 329  |
|               | 2013 | 2015 | 2016 | 2017 | 2018 | 2019 | 2020 | 2021 | 2022 |